# Molí Nou (Cervià de les Garrigues)
El Molí Nou és al terme municipal de Cervià de les Garrigues és un típic molí fariner del segle xvii. És al costat del riu Set. Aquest molí data de 1780 i va perllongar la seva vida útil fins als anys de la Guerra Civil espanyola. L'edifici té tres nivells, de base rectangular i la planta principal està dividida per un arc que separa el magatzem de les moles. A un nivell inferior s'hi troba el cacau, amb una alçada de 180cm. El Molí Nou restarà sota les aigües de l'Embassament de l'Albagés, que es preveu estigui en funcionament el setembre de 2013.